# Minenwerfer

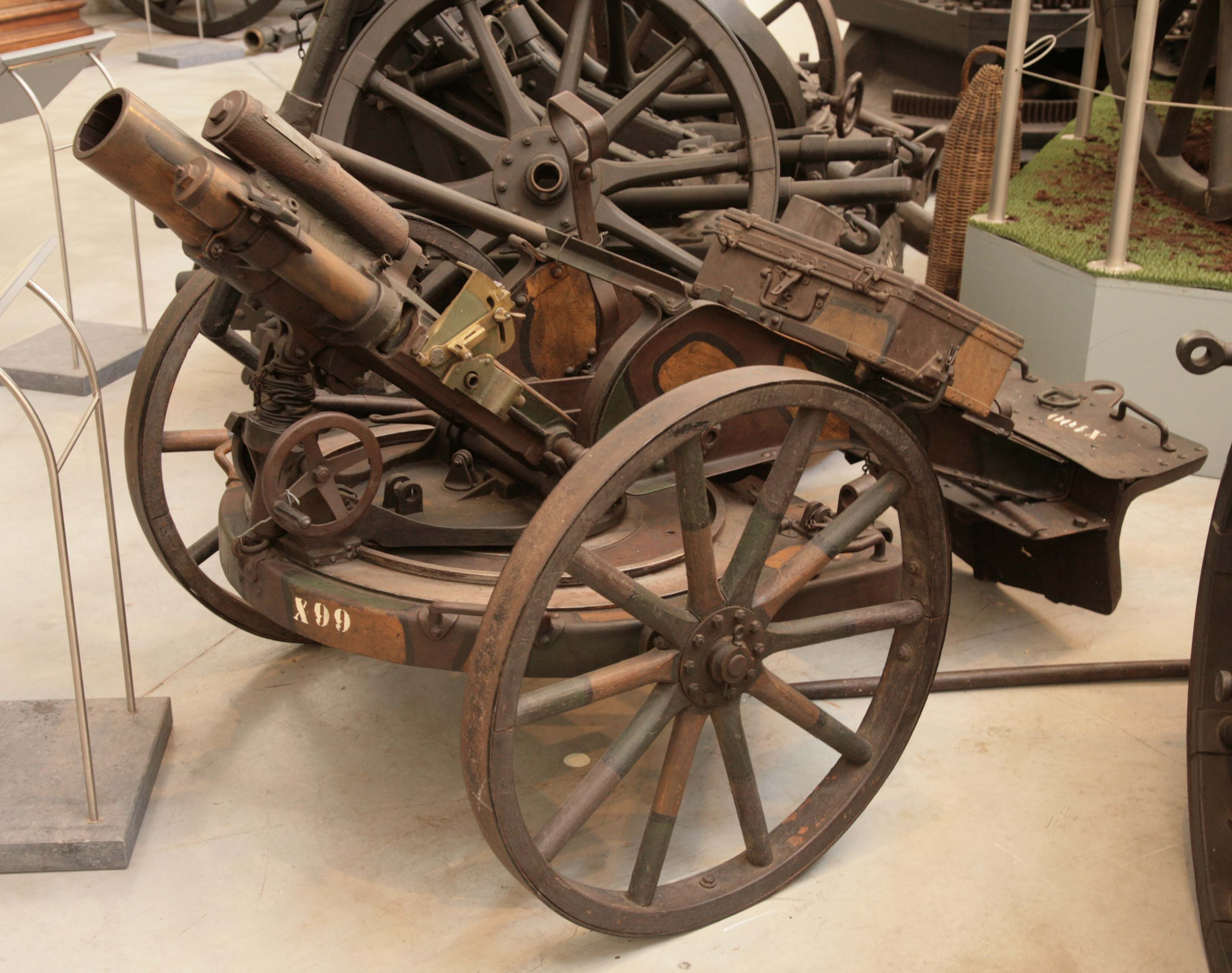
Un Minenwerfer tedesco da 7,58 cm leichter Minenwerfer, Prima guerra mondiale.

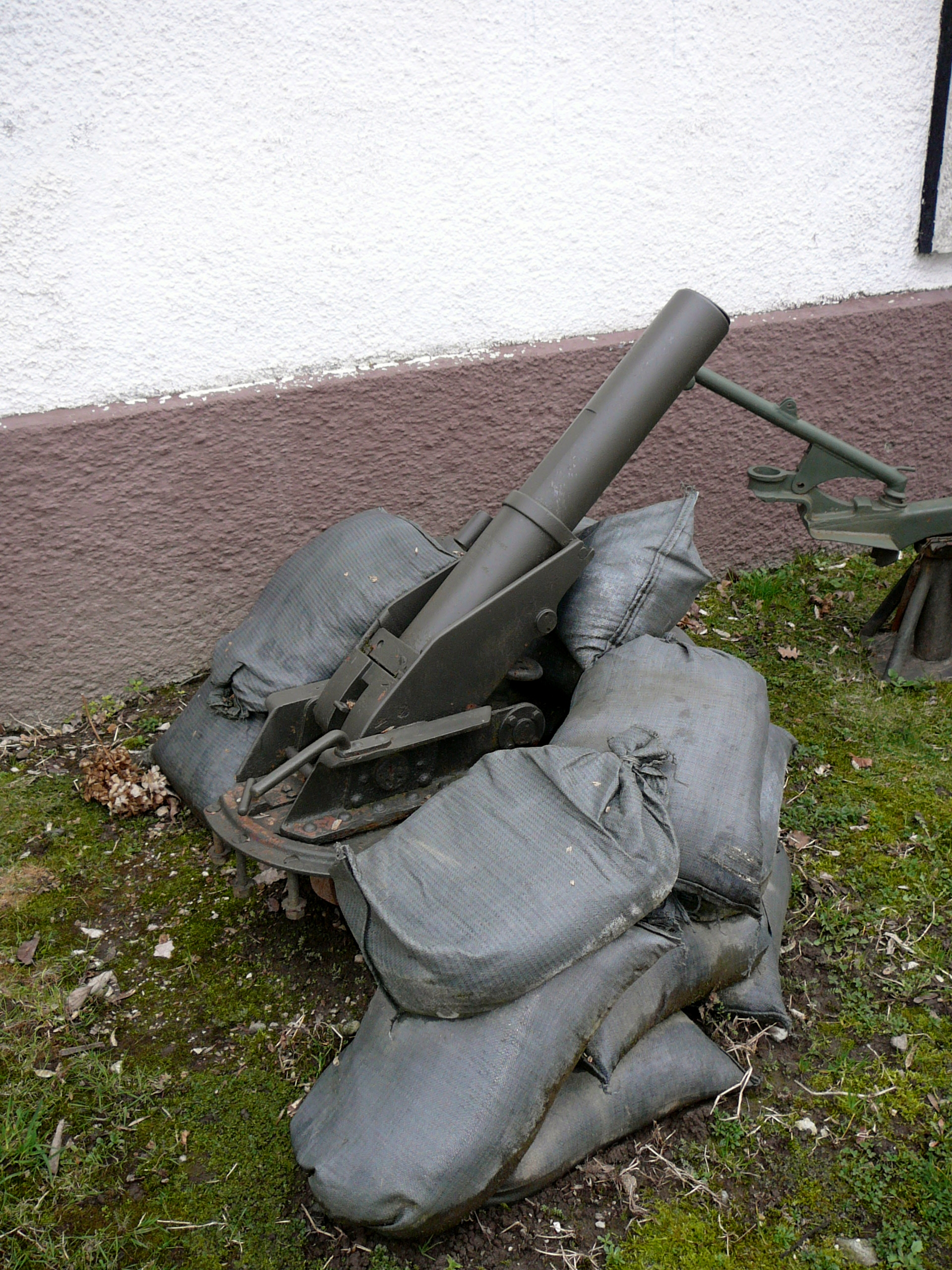
Lanciamine austro-ungarico da 9 cm Minenwerfer M. 17, al museo degli alpini a Trento

Minenwerfer (It. bombarda) è il nome tedesco che designa una classe di mortai a corta gittata molto usati durante la prima guerra mondiale dall'esercito tedesco e da quello austro-ungarico. Queste armi erano state progettate per eliminare ostacoli e fortificazioni come filo spinato e fortificazioni che l'artiglieria a lunga gittata non era in grado di colpire con la necessaria precisione.

## Lo sviluppo
I tedeschi analizzarono lo svolgimento dell'assedio di Port Arthur, nel corso del quale l'artiglieria era stata incapace di distruggere strutture difensive come filo spinato e bunker. L'Ingenieurkomitee (Gruppo ingegneristico) dell'esercito tedesco nel 1907 iniziò a collaborare con l'industria Rheinmetall per studiare il problema. La soluzione che svilupparono fu un mortaio a canna corta rigata a ricarica frontale, costruito in tre diverse misure. Il più grande, e il primo ad essere prodotto, fu nel 1910 il 25 cm schwerer Minenwerfer (sMW), ovvero "mortaio pesante da 250 mm". Nonostante pesasse solo 955 chili, i suoi colpi avevano sul bersaglio lo stesso effetto di quelli dei mortai da 28 o 30,5 cm, che però pesavano dieci volte tanto. Allo scoppio della prima guerra mondiale ne erano stati consegnati all'esercito 44 esemplari. Furono usati con successo in Belgio, a Liegi e Namur, nonché contro la fortezza francese di Maubeuge.Denominazione attribuita all'arma tedesca di trincea detta Minenwerfer, adoperata per sconvolgere i lavori di zappa, e di approccio, detta arma è un massiccio cannone lungo 1 m., del calibro di 245 mm., lanciava sino a 500 m., grossi proiettili carichi di tritolo.

### Altre versioni
La versione media dell'arma, il 17 cm mittlerer Minenwerfer, dizione accorciata in mMW e traducibile come "mortaio medio da 170 mm", fu prodotta a partire dal 1913 e all'inizio della guerra ne furono messi in campo 116 esemplari.
La versione leggera, il 7,58 cm leichter Minenwerfer, abbreviato in lMW e stante per "mortaio leggero da 75,8 mm", allo scoppio della guerra era ancora in fase di sperimentazione e ne esistevano solo prototipi, ma venne rapidamente messa in produzione. L'arma si dimostrò molto più funzionale dell'artiglieria convenzionale. Per fare un paragone, il cannone 7,7 cm FK 96 nA per essere spostato richiedeva una squadra di sei cavalli, mentre per trasferire il lMW ne bastava uno solo; inoltre quattro uomini da soli potevano riposizionare il lMW sul campo di battaglia. Il minenwerfer era oltretutto più economico, in quanto produrlo costava solo un settimo di quanto costasse un pezzo d'artiglieria e anche le munizioni che sparava avevano un costo inferiore.
Dal momento che la potenza del lancio, e di conseguenza la potenza di fuoco, del Minenwerfer era però bassa, per riempire i proiettili fu impiegata una certa varietà di esplosivi inadatti all'artiglieria convenzionale, come il TNT. Generalmente però si usavano esplosivi a nitrato d'ammonio e carbone. L'instabilità di questo tipo di esplosivi li faceva talvolta scoppiare ancora all'interno della canna: gli incidenti di questo tipo furono numerosi e uno di questi, nel 1916, costò la vita a Karl Völler, capo progettista della Rheinmetall. Queste problematiche vennero infine risolte con il tempo.
Visti i numerosi vantaggi offerti da un'arma di questo tipo nella guerra di trincea, la produzione fu intensificata e per il 1918 il numero dei pezzi in funzione aumentò notevolmente, raggiungendo quota 1.234 pesanti, 2.361 medi e 12.329 leggeri. Venne sviluppato anche un quarto modello, ancora più grosso, con un calibro di 38 cm, il sehr schwere Minenwerfer (ssMW).
Esisteva anche un modello di lanciamine da 90 mm, con canna rigata sparante un proietto con una banda preincisa con caricamento dalla bocca, con una gittata massima di 750 metri.